# Svédország történelme
Svédország történelme i. e. 12 000 körül kezdődött, amikor a sarki jégtakaró visszahúzódásával megjelentek a terület első lakói.
Az első ezredforduló előtt kevés írott forrás említi Svédországot, a beszámolók külföldi kortársaktól valók. A svéd államszervező tevékenység Magyarországhoz hasonlóan a 11. századra esik.
Svédország történelme elválaszthatatlan Skandinávia történelmétől. A svédek kezdetben észak (Lappföld) és kelet felé terjeszkedtek, a mai Finnország és Karélia már a 12–13. századtól fogva svéd fennhatóság alá tartozott. A középkori svéd királyság a 14. század végén Dániához és Norvégiához közeledett, melyekkel a kalmari unióban egyesült. Ezt követően lázadások sorozata gyengítette Svédország és a dán dinasztia kapcsolatát. A harcok 1520 és 1523 között lángoltak fel, amikor Svédország elszakadt Dánia–Norvégiától és önálló hatalommá vált. A 16. század során létrejött a svéd nyelvű evangélikus államegyház, mely az abszolutista uralkodók támasza lett.
A 17. században, miután sorra nyerte háborúit Dániával, Oroszországgal és a Lengyel-Litván Nemzetközösséggel szemben, megszerezve a Baltikumot is, Svédország regionális nagyhatalommá vált. A harmincéves háborúba beavatkozó ország fontos területekhez jutott a Balti-tenger déli partján. A svéd hegemónia ellen a környező országok, a dánok, oroszok és lengyelek összefogtak, ez vezetett az 1700-ban kitört nagy északi háborúhoz is. Svédország 1721-re elveszítette baltikumi birtokait és nagyhatalmi pozícióját.

## Őstörténelem
A Skandináv-félszigetet a nagyobb eljegesedések idején összefüggő jégtakaró borította, ezért az emberek tartósan csak a jégkorszak vége és a jég visszahúzódása után népesítették be.

### Neolitikum
Dániában és Svédország déli részén i. e. 2800–2400-tól figyelhető meg a zsinegdíszes vagy harci baltás kultúra, mely átnyúlik a korai bronzkorba is. A Balti-tenger környékén és Skandinávia nyugati partvidékén egyértelmű bizonyíték van a tengeri gazdaságra is.
Norvégiához hasonlóan Svédországban a kőkorszaki emlékek elsősorban a sziklákba vésett rajzok és feliratok (svédül ristningar vagy hällristningar). A legtöbb ilyen emlék Bohuslän tartományban található, a legrégebbiek Jämtland tartományban – ez utóbbiak az i. e. 9. évezred körül keletkeztek. A legtöbb sziklavéset az i. e. 2300–500 közötti időszakban készült, általában vadállatokat – jávorszarvasokat, rénszarvasokat, medvéket és fókákat –, háziállatokat, hajókat, mezőgazdasági és hadi tevékenységeket ábrázolnak. A legkésőbbi időszak (i. e. 800–500) bohusläni rajzai közt szexuális természetűek is előfordulnak.

### Bronzkor

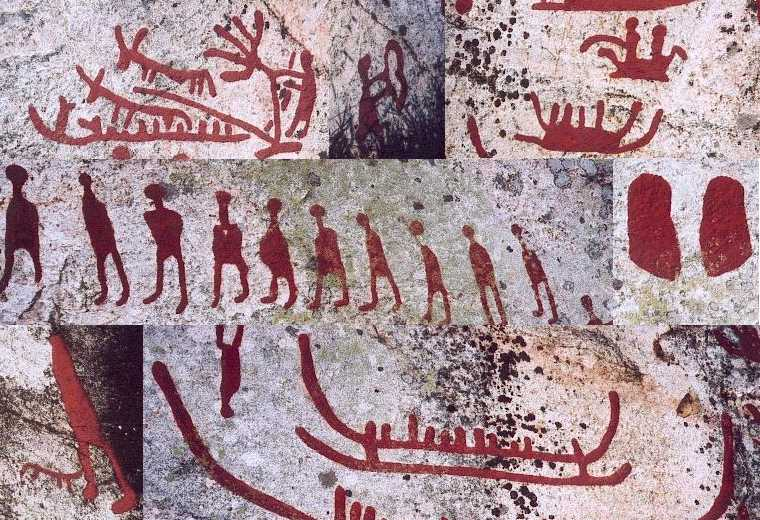
Sziklarajzok Skandináviából (Häljesta, Västmanland, Svédország). A rajzokat kifestették, hogy jobban látszódjanak; nem tudni, hogy eredetileg festettek voltak-e. Összevágott kép

Svédország déli területein i. e. 1800 – i. e. 500 közé tehető az északi bronzkor korszaka.
A skandináv lelőhelyek gazdag és jó állapotban fennmaradt leletanyagot tartalmaztak gyapjú, fa és Közép-Európából importált bronz és arany felhasználásával készült tárgyakból. A skandinávok kereskedelmi kapcsolatban álltak a mediterrán területekkel is, mivel Franciaországig is kimentek. Ez a külső befolyás a borostyánkő-kereskedelem révén érvényesült, az északi bronzkor kultúrája a borostyánút egyik szállítója volt. Számos sziklarajz ábrázol hajókat, és a kőhajókként ismert sziklaalakzatok is arra utalnak, hogy a hajózás fontos szerepet játszott.

### Vaskor
Észak-Európában az i. e. 6. századra tehető a vaskor kezdete.

## A népvándorlás kora
Svédország, illetve a tágabb Skandinávia periférikus és kevéssé ismert területe a népvándorlás korában vált világtörténelmi jelentőségűvé.
Mind a keleti gót származású Iordanes, mind a longobárd Paulus diakónus a Skandináv-félszigetről eredeztette népeiket. Utóbb régészeti érvek is alátámasztották, hogy a vaskorban Dél-Skandináviából, a mai Dániából és a szomszédos területekről jelentős népesség mozdult el a Rajna, az Elba és Odera irányába. Déli-délnyugati terjeszkedésüket Julius Caesar (i. e. 100-44) állította meg. A modern történészek azonban vitatják a gótok és más keleti germánok Skandináviából való dél felé vándorlásának tézisét (szerintük az elképzelés írásos forrásokra is épül és nincs összhangban a tárgyi leletekkel), mások több csoport időben eltérő elmozdulásával számolnak.
A gótok svédországi eredeztetésének hívei a helynévanyagra is hivatkoznak: Götaland, Svédország legdélebbi országrésze a gótokról kaphatta a nevét. Az itt lakókat a régi latin nyelvű források gautoknak nevezték, szemben a középső országrészben (Svealand) élő sveákkal. Ezek szerint a gótok korábbi jelenlétére utalhat Gotland szigetének neve is. Az újabb források azonban kétségbe vonják a skandináviai (kétségtelenül germán nyelvű) gautok és a kelet-európai gótok azonosságát vagy közeli rokonságát.

## Svédország első említése
A svéd etnonim első említése időben megelőzi Svédország kialakulását. Viták tárgya azonban, hogy a különböző korokból származó, hasonló alakú népnevek ugyanarra a népcsoportra vonatkoznak-e. Elsőként Tacitus említi Germania c. művében az „óceán” partján élő suionok népét, „akik férfiakon és fegyvereiken kívül hajóiknak köszönhetik hatalmukat.” A fenti nép és a svédek azonosítását (hasonlóan a Germania egyéb, szintén vitatott részeihez) nem minden történész fogadja el. Említést érdemel az is, hogy Brémai Ádám 11. században írott Hamburgi egyháztörténete megemlékezett a sweonokról. Iordanes 6. századi munkája felsorolja a skandináviai népeket, így a suehans és suetidus néven ismert csoportokat is.

## A viking kor

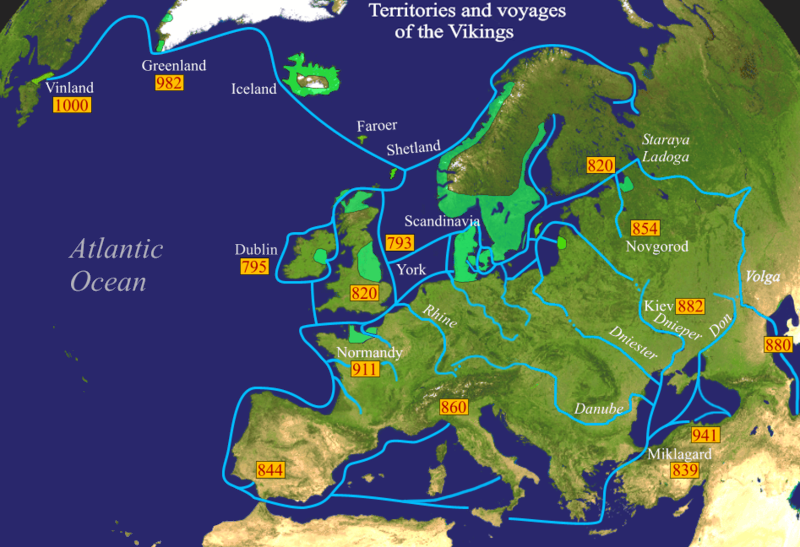
A viking kalandozások

A viking kor az i. sz. 793 és 1066 közötti időszak neve Skandináviában. Ez a vaskor második felére esik. A svédek ekkor tengeri kereskedők vagy rablók voltak, akik rendkívül messzire jutottak útjaik során: a 9. században a varégok (svéd vikingek) a Fekete-tengerig és a Kaszpi-tengerig jutottak fosztogató hadjárataik során.
Amellett hogy felfedezték egész Európát, megismerték Észak-Afrikát és Délnyugat-Ázsiát, valószínűleg még Észak-Amerika északkeleti csücskéig is eljutottak. A középkori feudális fejlődéshez sajátos úton járultak hozzá: kifosztottak számos keresztény települést és rabszolgasorba hajtották azok népességét, így Európa középkori várainak egy része kifejezetten a vikingek elleni védekezés részeként épült meg.
A viking társadalom mezőgazdaságra és kereskedelemre alapult, mély tiszteletben tartották mind a harcosokat, mind a bűnösökre lesújtó igazságszolgáltatást.
A korszak kezdetének hagyományosan a 793. évet tekintjük, amikor a vikingek kifosztották a Lindisfarne szigeti brit monostort, a végét pedig a Keménykezű Harald vezette sikertelen angliai invázióhoz kötjük, amikor 1066-ban Harold Godwinson angolszász király (maga is elangolosodott viking) legyőzte a betolakodókat. Godwinsont ugyanebben az évben győzte le Hódító Vilmos, Normandia hercege. Normandiát egyébként a normannok (szintén viking népcsoport) 911-ben hódították meg.
A vikingek hosszúhajói egyaránt alkalmasak voltak a folyami, part menti és mélyvízi hajózásra, így a tengeri utak mellett a nagyobb folyókon járva Európa legkülönbözőbb vidékeire eljutottak. Az első orosz államot is egy viking vezető, Rurik alapította, Novgorod központtal (melynek neve "új várost" jelent). Egyes szerzők szerint a "Rusz" eredeti jelentése "viking harcos". A Fekete-tengeren áthajózva a vikingek egészen Konstantinápolyig jutottak.
A Nyugati Frank Királyság különösen megsínylette az állandó viking támadásokat. A ma Normandia néven ismert vidék (a szó jelentése "normannok", északi emberek) szenvedte a legnagyobb károkat.
911-ben Együgyű Károly frank király szövetséget kötött Hrolf Ganger viking hadúrral: ennek értelmében Károly hercegi címet adott Hrolfnak, s Normandia örökösének nevezte ki, Hrolf pedig hűséget fogadott Károlynak, áttért a kereszténységre és védelmezte az északi frank területeket a többi viking horda támadásaival szemben. A szövetség következményei történelmi szemszögből ironikusak voltak: ezek a megtelepedő vikingek normann utódjai néhány generációval később már franciáknak tekintették magukat, és a francia nyelvet az angolszász Angliára is kiterjesztették 1066-ban, a szigetország meghódítása után.

## Korai svéd történelem
A 12. század folyamán Svédország fokozatosan egységes keresztény királysággá alakult, a Skandináv-félsziget keleti része mellett a mai Finnország területét is magában foglalva. Az északi országokat I. Margit dán királynő egyesítette a kalmari unióban 1389-ben, az unión belüli feszültségek azonban a 15. századra nyílt ellenségeskedéshez vezettek Svédország és Dánia közt. A két ország közti versengés vezetett végül az unió felbomlásához a 16. század elején.

### Kilencedik század
Skandináv települések sora épült a Balti-tenger keleti partvidékén; A varégok elérik a Fekete-tengert és Konstantinápolyt; Rurik és Askold (alighanem inkább legendás, mint valós alakok) megalapították a Kijevi Rusz nagyfejedelemséget, a mai Oroszország területén pedig 9. századi leletek sora bizonyítja, hogy a vikingek számos települést alapítottak ezen a vidéken is.

### Tizedik század
A vikingek hatása Nyugat-Európában is érezhetővé vált, számos svéd, norvég és dán harcos zsoldosként részt vesz az Anglia elleni hadjáratokban, melyeket a dán Villásszakállú Svend király és fia, Nagy Knut vezettek 994 és 1013 között. Később sok viking harcos állt a hírhedt norvég Keménykezű Harald  szolgálatába a Norvég Királyságot újraegyesítő harcok során. Harald 1066-ban újabb Anglia elleni hadjárattal próbálkozott, ennek a harcnak a veresége jelentette szimbolikusan a vikingkor végét.

A 10. század elején a svédek uralkodója Széphajú Harald volt. Az ő utódjai voltak Véresbárdú Erik, Björn király, Björn fiai és követői Olof Björnsson és Győztes Erik. Olof fia, Styrbjörn Starke, miután Erik megtagadta tőle a hatalomban való részesedést, ellene fordult. A dán I. (Kékfogú) Haralddal kötött szövetséget, a két oldal pedig megütközött Fyris Woldsnál. Styrbjörn elvesztette a csatát és meghalt, Erik pedig tíz évvel későbbi haláláig, 993-ig Svédország uralkodója maradt. Egy legenda szerint a győzelmet maga Odin biztosította számára, miután cserébe életét ajánlotta fel tíz év után.
|

### Kereszténység és hatalmi harc
Erik fia, Olof uralkodása alatt vált a kereszténység a svéd királyság első vallásává. A 11. század során, Kincses Olaf uralkodása alatt vált az ország az Észak legnagyobb hatalmává, noha maga az uralkodó mindvégig meglehetősen passzív volt. Elvesztette a Balti-tenger keleti partján fekvő területeket, és ugyan meghódította Trondheim környékét Norvégiában, a norvég területeket néhány év múlva (1015-ben) visszahódította tőle II. (Szent) Olaf, aki az ország királyaként a svédek mellett a Sweyn vezette dánokat is kiűzte Norvégiából. 1021-22 körülig, Olaf Skötkonung haláláig jelentéktelen határviták és a norvég uralkodóval 1019-ben, Kungälvban megkötött szerződés voltak a kor fontosabb eseményei.
Olafot Anund Jakab, majd Öreg Emund követték a trónon. Mindkét király hatalmi harcokat folytatott a dán befolyás ellen, s Emund megerősítette a svéd egyház függetlenségét a német püspökökkel (elsősorban a brémai püspökkel) szemben. A kereszténység 1060 körülre már szilárdan rögzült Svédországban, a legerősebben Västergötland területén, noha északon még megmaradtak a régi vallások, és szentélyeik elpusztítására még maga Stenkil, az új király sem volt hajlandó. Stenkil halálát követően, 1066-ban belső háború robbant ki, melynek oka a hatalmi harc mellett alighanem a vallási ellentétek kiéleződése volt.
A kereszténység előretörésével a régi központ, Uppsala fokozatosan veszíteni kezdett jelentőségéből. Akkor nyerte csak vissza azt, amikor 1164-ben a svéd érsek székhelyéül választotta és katedrálist emeltetett.
A 12. század során, I. Sverker és Szent Erik alatt Svédországban centralizált állam és szervezett svéd keresztény egyház alakult ki.
Svédország középkori történelmének legnagyobb államférfija, Birger jarl volt az, aki 1248 és 1266 között gyakorlatilag uralkodott az országban, egyike volt azoknak, akik lehetővé tették a svéd nép nemzetté válását. Stockholm alapítójaként és a jogrend megalapozójaként tartja számon a történelem. Reformjai során eltörölték a jobbágyrendszert. Fia, Hombárzáró Magnus (1275–1290) tette teljessé művét: a két vezető a fragmentált hercegségekből és grófságokból álló országot egységes feudális rendszerré tette a nála fejlettebb európai országok mintájára, véget vetve az állandó belső hatalmi harcoknak.

### Svédország és Norvégia első egyesítése
1319-ben a háromesztendős svéd trónörökös, Magnus (Erik királyi herceg és Ingeberg norvég hercegnő fia) megörökölte a norvég trónt nagyapjától, V. Haakontól. Ugyanebben az évben az oslói gyűlés svéd királlyá is választotta. Ügyetlen uralkodása miatt Magnus még halála előtt elvesztette mindkét országát. Utódja, Mecklenburgi Albert 1364-ben lépett trónra, ő volt az első uralkodó, akit a Riksdag koronázási eskü letételére kötelezett. A Rikksdag ekkorra a nemesség és egyházi szereplők mellett már a városok képviselői is jelen voltak, így a királynak lehetősége nyílt rá, hogy szükség esetén a középső osztályokra is támaszkodhasson az arisztokráciával és a papsággal szemben.

### A kalmari unió
A svédek kérésére I. Margit dán királynő elűzte Albertet. Margit 1397-ben a skandináv királyságok gyűlését hívta össze Kalmarban, ahol a királynő unokaöccsét, Pomerániai Eriket választották közös uralkodóvá. A kalmari unió alapjait a nyköpingi egyezményben fektették le.
A kalmari unió a három északi ország szövetségét jelentette a külső vetélytársakkal (elsősorban a német Hanza-szövetséggel) szemben, gyakorlatilag perszonáluniók sorát jelentette, melyben a három ország feladta szuverenitását, de független maradt. Számos megszakítással és belső ellenségeskedéssel terhelten működött, majd 1520-ban szakadt meg végleg.
Mivel Dánia (messze a legerősebb a három ország közül) számos kísérletet tett arra, hogy hatalmát a másik két királyságra erőltesse, hamarosan szakítások sorozata következett be az unióban, majd végül a svédek végleg kiváltak belőle Engelbrekt Engelbrektsson vezetésével. Az Engelberkt vezette parasztfelkelés megfosztotta trónjától a dán Eriket. Engelbrekt halála után Karl Knutsson Bondét választották királlyá, ő 1436-ban VIII. Károly néven lépett trónra. Károly 1441-ben annak a Bajor Kristófnak a javára mondott le a trónról, aki addigra már Norvégia és Dánia uralkodója volt. A Kristóf 1448-as halála utáni káosz során Károlyt ismét megválasztották, majd ismét megfosztották a tróntól.
I. Keresztély dán király 1470-ben végül újraegyesítette az uniót a svéd arisztokrácia egy részének támogatásával, az ellenálló nemesek és egyháziak egy részének lemészárlásával és a svéd nép ellenállásával szemben. A Sture alkirályi család fejei sikeresen védték az országot a dán befolyással szemben 1470 és 1520 között. Gustav Vasa, a dán uralkodó által kisemmizett és bebörtönzött egykori nemes végül felkelést szervezett a dánok ellen, és kétéves harc során kiűzte őket Svédországból. 1523. június 6-án, Strängnäsban királlyá koronázták.

## A kora újkori Svédország
A 16. század során Gustav Vasa Svédország függetlenségéért küzdött, szembeszállva a Kalmar-unió felélesztését célzó dán kísérletekkel. Vasa a katolikus egyházzal is szembekerült, és megalapította a svéd evangélikus egyházat.
Hatalomra kerülése után nem sokkal Gustav Vasa kérést intézett a pápához, hogy a hozzá lojális Johannes Magnust nevezhesse ki Svédország érsekévé Gustav Trolle helyett, akit a Riksdag árulás miatt már formálisan lemondatott tisztéből és külföldre száműzött. Ehelyett a pápa bullát küldött Gusztávnak, melyben felszólította a nyíltan áruló és Vasa-ellenes Trolle visszahívására. Gusztáv a későbbiekben sem tudta meggyőzni a pápát, így végül szakított Rómával, és lutheránus egyházat szervezett Svédországban. Az uralkodó betiltotta a katolikus könyvnyomtatást, és a tizedek túlnyomó részét maga gyűjtötte be az államadósságok finanszírozására. Az egyházújítás mindazonáltal elsősorban adminisztratív maradt, miután a király függetlenítette egyházát Rómától, már nem bajlódott a doktrínák megváltoztatásával.
A protestáns egyházatyáknak sem tetszettek azonban Gusztáv abszolutista hajlamai. Hogy ellenállásukat hatástalanná tegye, 1539-40-es rendeleteiben olyannyira megnyirbálta jogaikat, hogy hatalmuk gyakorlatilag névlegessé vált.

### Reformáció
Gusztáv elsősorban politikai, másodsorban gazdasági okokból újította meg tehát a svéd egyházat. A nép azonban nagyon is kötődött még a régihez, és ez elidegenítette a királytól a parasztságot – alighanem Európa legöntudatosabb és az érdekeiért leginkább harcolni tudó parasztságát. El kellett tehát fogadnia az alkotmányos berendezkedést, és mindvégig a maga oldalán kellett tartania a parasztokat, hiszen ők ültették a trónra, és készek voltak le is taszítani onnan ha nem a nekik megfelelő módon uralkodott. A katolikus vagyon kisajátítása természetesen feldühítette őket, így Gusztávnak uralkodása alatt vagy féltucat parasztlázadást kellett megfékeznie.

### XIV. Erik
Svédország már évszázadokkal ezelőtt próbált terjeszkedni a Baltikum területén, akárcsak közeli szláv (orosz és lengyel) uralkodók. A területet végül a Német Lovagrend igázta le, amelynek hatalma azonban meggyengült a 15. században. 1558-ban kitört a livóniai háború a mai Lettország és Észtország feletti uralomért. Gusztáv halálának évében, 1560-ban épp az oroszok dúlták a Baltikumot. Gotthard von Kettler a livóniai lovagrend vezetője protestáns vallásra áttérve világi államot próbált alapítani Livóniában, de csak az egyik részét sikerült megtartania. Időközben Lengyelország megtámadta Oroszországot, sőt a dánok és svédek is beavatkoztak a háborúba, amely végül Oroszország teljes kiszorításával, s Livónia svéd és lengyel felosztásával végződött. A Svédországra eső rész Reval volt, az a terület a mai Észtországban, amely a svéd korona oltalma alá helyezését kérte 1560 márciusában. Svédország azért sem vonhatta ki magát ebből a háborúból, mivel az Balti-tengeri kereskedelmének végét jelentette volna, márpedig vagyonának nagy része innen származott. Azonban Oroszországon és Dánián túl egy harmadik ellenséget, Lengyelországot is megszerezte magának. Gusztáv fia és örököse, XIV. Erik (1560-1568) egymás ellen igyekezett hangolni őket. Ehhez félre kellett tenni a Dániával való örökös ellenségeskedést, amelyet III. János király tett meg 1570-ben a stettini békeszerződés megkötésével, véget vetve az északi hétéves háborúnak (1563-1570).

### III. János
Az új király küzdelme az orosz sereggel szemben Észtország és Livónia birtoklásáért reménytelen lett volna az elszánt és oroszellenes Báthory István lengyel király 1582-es közbelépése nélkül. Az uralkodó megalázó feltételek mellett kényszeríthette békekötésre Rettegett Ivánt, aki ezek után a svédekkel is fegyverszünetet kellett, hogy kössön.
János uralkodása alatt baráti kapcsolatot tarthatott tehát Lengyelország és Svédország. A király a lengyel Jagelló Katalint vette el, házasságuk gyümölcse pedig a későbbi lengyel II. Zsigmond lett. Az apjával kötött megállapodás értelmében János halála után Zsigmond vált mindkét állam uralkodójává, az államok mindemellett megőrizték függetlenségüket, és megőrizték egyházaikat (a katolikus lengyel és a protestáns svéd egyházat).

### I. Zsigmond
A svéd nemesség attól félve, hogy Zsigmond – aki lengyel uralkodó is volt – igyekszik majd visszaállítani a katolikus egyház hatalmát, igyekezett megakadályozni ennek lehetőségét, lehetőleg még János életében. A Vasa-ház legműveltebb tagjaként János középutas megoldást keresett, olyat, ami mindkét fél számára kielégítő lehet. Nagy híve volt tehát annak a vallási irányzatnak, amely a protestantizmus egyszerűségét megőrizve kívánt visszatérni az eredeti apostoli egyházhoz. Az 1574-ben és 1575-ben összehívott zsinatokon sikerült nagy nehezen végbevinnie módosításait, és egy évvel később visszatérítette az egyházat egy, a katolikus liturgiára jobban hasonlító istentisztelet irányába, bár a valódi római katolikus modelltől még így is jelentősen el kellett térnie, hogy elfogadtathassa nézeteit.
Számos ellenzője volt e változtatásoknak, a Riksdag 1577-ben mégis jóváhagyta őket. Bár János követséget küldött a Szentszékhez, hogy az ismét felvegye a kapcsolatot a svéd egyházzal, és a jezsuita Antonio Possevino érkezett Stockholmba a helyreállítást felügyelni, a király végül annyi feltételt kötött a katolicizmus visszaállításához, hogy az sosem válhatott teljessé. Bár így sikerült megközelítenie azt a via media (középutas) irányzatot, amelyet kívánt, protestáns többséget a változtatások mégis ellene hangolták.
1593-ban, János halála után Zsigmond lépett a trónra. Az erősen katolicizmusellenes Károly, mint Södermanland hercege zsinatot hívott össze Uppsalában, ahol a Szentírást és a három alapvető krédót sikerült elfogadtatnia a kereszténység egyedüli alapjaiként. Egyúttal elfogadtatta az augsburgi vallásbéke tanait, avagy az ágostai hitvallást.
Mindez még azelőtt történt, hogy Zsigmond Svédországba érkezett volna, és engedélyt adott volna a zsinat összehívására. Az új király ezt kiváltságainak megsértéseként értelmezte, és az agresszívan szembeszálló protestánsok nem sok teret hagytak a békés megoldás keresésére. Zsigmond 1598-ban hatalma helyreállítása érdekében 6000 fős, lengyel, magyar, német és skót zsoldosokból álló serege partra szállt Svédországban. Stegeborgnál győzelmet aratott Károly háromszoros túlerőben levő serege felett és ekkor sok svéd is csatlakozott hozzá. 12 ezer főnyi hada Stångebrónál csatát vívott a herceg viszonylag kisebb svéd hadával. Zsigmond súlyos vereséget szenvedett tőle és csakhamar kiszorították az országból. Zsigmond soha többé nem tért vissza Svédországba (bár 1632-ig lengyel uralkodó maradt). Egy évvel később, 1599-ben a svéd Riksdag kimondta Zsigmond trónfosztását. A Szejm vissza akart vágni a Riksdagnak: kimondta, hogy a svéd Észak-Livónia (Észtország északi része) a lengyel korona része. Így 1600-ban a háború a két ország között újraindult.

## Az északi nagyhatalom felemelkedése

Svédország a legnagyobb kiterjedése idején.

### IX. Károly
Miután János, Östergötland hercege, III. János fia, Zsigmond öccse végleg lemondott a trónörökösi jogairól, kezdte csak Károly használni a királyi címet. A rendek ekkor biztosították a protestantizmust: a lehetséges trónörökösök közül kizártak minden katolikust, és általában megtiltották, hogy a katolikusok tisztséget, méltóságot tölthessenek be. Svédország ez idő alatt nem csupán túlnyomó részt protestáns, hanem alapvetően katonai állammá is vált. A linköpingi Riksdag Károly sürgetésére elrendelte reguláris hadsereg szervezését. Az északi balti térség megtartása elengedhetetlen volt az ország számára. Észtország területét sikerült is befolyása alatt tartani, de Livónia Jan Karol Chodkiewicz  litván nagyhetman ügyességének köszönhetően lengyel uralom alá került. Károly, bár komoly fegyveres erővel bírt, seregét szinte teljesen megsemmisítette egy kisebb lengyel katonai erő a kircholmi csatában, amely az 1709-es poltavai vereségig Svédország legsúlyosabb katonai fiaskója volt.
Károly ugyan szövetséget kívánt kötni a cári Oroszországgal, ám a Rettegett Iván halála utáni orosz káosz (az ún. szmutnoje vremja) idején a svédek inkább abból akartak minél több hasznot húzni. Károly második fiát kívánta a cári trónra ültetni, ehhez azonban bölcsen kerülnie kellett volna minden egyéb ellenségeskedést, hiszen egy, az oroszhoz fogható birodalom meghódítása még bukásában is óriási erőket igényelt volna. Ehelyett a király felújította az ellenségeskedést a dán királysággal – ezúttal Lappföld miatt. A fő svéd erők így a kalmari várat védték egy olyan csatában, amely még győzelem esetén sem lett volna különösebben hasznos az országnak. Eközben Novgorodba megérkeztek a rivális csapatok, és ellehetetlenítették az ígéretes kísérletet a cári trón megszerzésére.
A kalmari háborúnak Károly fia, Gusztáv Adolf vetett véget a knäredi szerződéssel, 1613. január 20-án. A háború, majd a kemény békefeltételek megalapozták a két nemzet két évszázados ellenségeskedését.
Novgorod végül önként vállalta magára a svéd fennhatóságot. Az ambiciózus svéd vezetők előtt ekkor egy szélesebb birodalom képe kezdett lebegni – ezt északon Arhangelszk, keleten pedig Vologda felé terjesztettek volna ki. A cári trónra kerülő Romanov Mihály határozottságával szertefoszlatta ezeket az álmokat, de a legyőzhetetlennek látszó svéd erőket mégis csak területi engedményekkel tudta távozásra bírni.

## A nagyhatalmi lét vége
A 18. században egyértelművé vált, hogy Svédország demográfiai, gazdasági és katonai tartalékai nem teszik lehetővé a nagyhatalmi státuszt, különösen nem az olyan erős ellenséggel szemben, mint Oroszország.
Az 1700–1721 között vívott nagy északi háborúban XII. Károly kezdetei sikerei ellenére katasztrofális vereséget szenvedett. A poltavai csatában (1709. június 27.) a svéd hadsereg lényegében megsemmisült. Nem sokkal később az orosz flotta tengeren is legyőzte a svédeket, az 1710-es években átmenetileg orosz kézre került Helsingfors (finn: Helsinki) és Åbo (finn: Turku). 1719 nyarán az orosz seregek Stockholm közelében partra szálltak, ami béketárgyalásokra kényszeríttette Ulrika Eleonóra királynőt. A nystadi béke értelmében Oroszország birtoka lett Észtország, a Finn-öböl mindkét partja (Ingermannland), Délnyugat-Karélia és Viborg vára. Finnország többi része svéd kézen maradt; az orosz seregek a békekötés után kivonultak Finnországból.
Szintén a nagy északi háború következménye volt, hogy Svédország a Balti-tenger déli partvidékén is pozíciókat vesztett. 1720 után Svéd-Pomeránia területe már csak Rügen szigetét és a Peene folyótól északra fekvő területet foglalta magába. Székhelyét Stralsund erődített városába helyezték.
Az 1741–43-as orosz–svéd háborút követően a svédek újabb finn területeket voltak kénytelenek átengedni Oroszországnak. Ráadásul 1742. március 18-án Erzsébet orosz cárnő kiáltványt intézett a finnekhez, amelyben a független Finnország megteremtését kérte tőlük. A svéd vereség után a cárnő már orosz alattvalóknak nyilvánította a finneket, de közben a finnországi rendek Karl Peter Ulrich von Holstein-Gottorp herceget – aki utóbb orosz trónörökös és III. Péter néven cár lett – felkérték nagyhercegnek. A politikai helyzet azonban hamarosan túlhaladottá tette a finn függetlenség kérdését.
A Svédország kora újkori történetét meghatározó, a Baltikum birtoklásáért folytatott svéd-orosz ellentétekre tett pontot az utolsó orosz támadó hadjárat. A negyedik koalíciós háború 1807-ben Oroszország és Franciaország kibékülésével zárult le (Tilsiti béke). Miután IV. Gusztáv svéd király továbbra is kitartott az Egyesült Királysággal való szövetség mellett, I. Sándor orosz cár 1808 márciusában hadat üzent Svédországnak. Az oroszok elfoglalták Finnországot, Lappföldet és az Åland-szigeteket. Oroszország területszerzését a bécsi kongresszus is elismerte. IV. Gusztáv uralmát 1809. március 13-án egy államcsíny döntötte meg.
Az északi királyság a lipcsei csatában (1813) újból Napóleon ellen fordult, így a győztes hatalmak kvázi-szövetségesként kezelték a bécsi kongresszuson, ahol elhatározták, hogy a győztes Oroszországnak adják a finn területeket, míg Svédország kárpótlásul megkapta a korábban Dániához tartozó Norvégiát. Dánia–Norvégia és Svédország képviselői 1814. január 14-én írták alá a kieli békét, mely a svédeknek engedte át Norvégiát, cserébe Svéd-Pomerániáért, mely Poroszország része lett. A svédeknek viszont katonai erő igénybevételével kellett leverni a szabadságukért fellázadt norvégokat.

## Svédország a 19. században

### Társadalmi fejlődés
A 19. században Svédország lakossága, elsősorban a kedvezőbb egészségügyi körülmények, a gyermekhalandóság csökkenése nyomán, gyors növekedésnek indult. Ennek következtében nagy mozgások, belső és külső migráció indult meg. Több mint egy millió svéd emigrált, elsősorban Észak-Amerikába. Az országon belül a szegény családok kezdtek a városokba költözni munkalehetőséget keresve. Az ország északi, balti-tengeri partvidékén (Norrlandskusten) nagyobb ipartelepek alakultak ki a belső vidékek erdőiből a folyókon leúsztatott fa feldolgozására, elsősorban export céljára. A vasutak kiépítése összekötötte az ország településeit. A változások egyenlőtlen osztálytársadalom kialakulásához vezettek, felbomlott a svéd család hagyományos szerkezete is. A lakosság széles rétegei kényszerültek arra, hogy új módon gondolkozzanak, új irányokat szabjanak életüknek. Így lett a 19. század a nagy svéd népmozgalmak ideje, szabadegyházak alakultak, alkoholellenes népmozgalom indult, megkezdődött a szocialista munkásmozgalom kialakulása.